# Barraca del camí del Mas Roig I
La Barraca del camí del Mas Roig I és una obra del Pla de Santa Maria (Alt Camp) inclosa a l'Inventari del Patrimoni Arquitectònic de Catalunya.

## Descripció
És una barraca de planta circular, exempta i orientada al sud. Està coberta amb pedruscall i el seu portal capçat amb un arc dovellat. Exteriorment i a la seva esquerra hi ha un muret com a prolongació del seu mur lateral, i a la dreta, el que podria haver estat una jardinera.
Interiorment hi ha una falsa cúpula fins a una alçada de 3m. Cap element funcional excepte un pedrís que podria haver servit de menjadora. La cambra interior també és circular amb un diàmetre de 3'415m.